# 38기 국수전
38기 국수전은 한국기원 소속 전문기사들이 참가하여 동아일보가 주최하는 국내 바둑 기전이다. 도전5번기 에서는 도전자 이창호 六단이 국수 조훈현 九단을 3대 0로 꺾고 우승하며 2연패로 2번째 타이틀을 획득했다.

### 참가자격
- 한국기원 소속 전문기사

### 대국방법
- 제한시간 : 예선 및 본선 3시간 ,도전자결정전 4시간, 도전 5번기 5시간
- 덤 : 5집반(0.5집승)

### 도전 5번기
| 결승전 |                   |   |  |  |  |  |
|        |                   |   |  |  |  |  |
|        |                   |   |  |  |  |  |
|        | 이창호 七단(국수) | 3 |  |  |  |  |
|        | 조훈현 九단       | 2 |  |  |  |  |

## 대국 결과
| 대진     | 연도   | 대국일자  | 승자        | 패자        | 결과             | 기보 |
| -------- | ------ | --------- | ----------- | ----------- | ---------------- | ---- |
| 도전 1국 | 1994년 | 8월 26일  | 이창호 九단 | 조훈현 九단 | 152수 백 불계승  |      |
| 도전 2국 | 1994년 | 9월 12일  | 이창호 九단 | 조훈현 九단 | 257수 흑 5집반승 |      |
| 도전 3국 | 1994년 | 9월 24일  | 조훈현 九단 | 이창호 九단 | 156수 흑 불계승  |      |
| 도전 4국 | 1994년 | 10월 6일  | 조훈현 九단 | 이창호 九단 | 158수 백 불계승  |      |
| 도전 5국 | 1994년 | 10월 22일 | 이창호 九단 | 조훈현 九단 | 283수 백 반집승  |      |

## 특이 사항
- 도전 5번기에서 1국 ~ 4국은 한국기원 종로 관철동 시대를 마감하고, 5국은 성동구 홍익동으로 이전하며 대국을 치러 국수위가 가려졌다.
- 이창호 六단 타이틀 방어로 2연패, 3번째 우승을 차지, 6년 연속 조훈현 - 이창호 사제대결의 도전기 대결